# 62e Match des étoiles de la Ligue nationale de hockey
Match précédent Match suivant

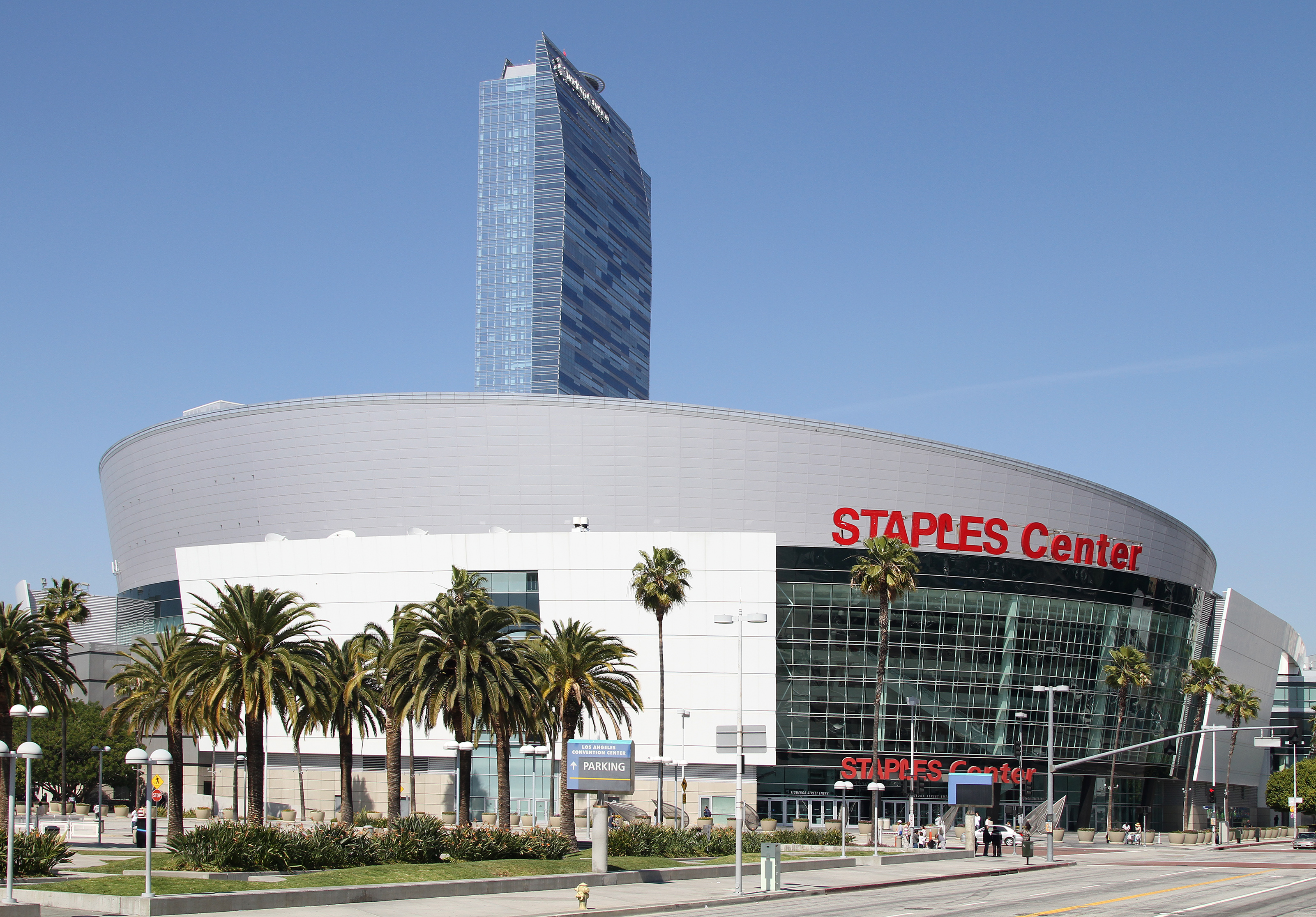
Le Staples Center, amphithéâtre des Kings de Los Angeles

Le 62e Match des étoiles de la Ligue nationale de hockey se déroule à Los Angeles, Californie, au Staples Center le 29 janvier 2017, sur la patinoire des Kings de Los Angeles. C'est la troisième fois que Los Angeles accueille le Match des étoiles de la LNH, après 1981 et 2002. 
A l'instar de l'édition précédente, la ligue met en place quatre équipes représentant chaque division qui jouent un match de vingt minutes à 3 contre 3. La première partie oppose la division Centrale à la division Pacifique ; la deuxième oppose la division Métropolitaine à la division Atlantique. La troisième partie oppose les deux divisions gagnantes.

## Formule de jeu
La structure du Match des étoiles prévoit trois parties d'une durée de vingt minutes chacune. Le premier match voit se confronter les équipes des deux divisions de l'Association de l'Ouest : la division Centrale et la division Pacifique. La seconde partie oppose les deux équipes des divisions de l'Association de l'Est : la division Métropolitaine et la division Atlantique. La confrontation finale du Match des étoiles oppose la division gagnante de chaque partie, les étoiles de l'Est contre les étoiles de l'Ouest. Les matchs se jouent à trois contre trois. Chacune des équipes doit aligner six attaquants, trois défenseurs et deux gardiens. Chacune des trente franchises de la LNH doit être représentée par au moins un joueur. Si après les vingt minutes de jeu, les deux équipes sont à égalité, un tour de tirs de barrage est disputé ; trois joueurs de chaque équipe tentent de marquer en alternance. Si l'égalité persiste à nouveau, il y a un nouveau tour d'un joueur chaque équipe jusqu'à ce qu'il y ait un vainqueur. Il n'y a pas de période de prolongation.

## Formations

### Division Atlantique
| Joueur            | Équipe                 | Position       |
| ----------------- | ---------------------- | -------------- |
| Michel Therrien   | Canadiens de Montréal  | Entraîneur     |
| Nikita Koutcherov | Lightning de Tampa Bay | Ailier droit   |
| Auston Matthews   | Maple Leafs de Toronto | Centre         |
| Brad Marchand     | Bruins de Boston       | Ailier gauche  |
| Frans Nielsen     | Red Wings de Détroit   | Centre         |
| Kyle Okposo       | Sabres de Buffalo      | Ailier droit   |
| Vincent Trocheck  | Panthers de la Floride | Centre         |
| Shea Weber        | Canadiens de Montréal  | Défenseur      |
| Erik Karlsson     | Sénateurs d'Ottawa     | Défenseur      |
| Victor Hedman     | Lightning de Tampa Bay | Défenseur      |
| Carey Price (C)   | Canadiens de Montréal  | Gardien de but |
| Tuukka Rask       | Bruins de Boston       | Gardien de but |

### Division Métropolitaine
| Joueur               | Équipe                    | Position       |
| -------------------- | ------------------------- | -------------- |
| Wayne Gretzky*       | Aucune                    | Entraîneur     |
| Aleksandr Ovetchkine | Capitals de Washington    | Ailier gauche  |
| Sidney Crosby (C)    | Penguins de Pittsburgh    | Centre         |
| John Tavares         | Islanders de New York     | Centre         |
| Wayne Simmonds       | Flyers de Philadelphie    | Ailier droit   |
| Taylor Hall          | Devils du New Jersey      | Ailier gauche  |
| Cam Atkinson         | Blue Jackets de Columbus  | Ailier droit   |
| Ryan McDonagh        | Rangers de New York       | Défenseur      |
| Justin Faulk         | Hurricanes de la Caroline | Défenseur      |
| Seth Jones           | Blue Jackets de Columbus  | Défenseur      |
| Braden Holtby        | Capitals de Washington    | Gardien de but |
| Sergueï Bobrovski    | Blue Jackets de Columbus  | Gardien de but |

* Wayne Gretzky a remplacé John Tortorella à titre d'entraîneur pour la division Métropolitaine pour une urgence médicale familiale.

### Division Centrale
| Joueur             | Équipe                 | Position       |
| ------------------ | ---------------------- | -------------- |
| Bruce Boudreau     | Wild du Minnesota      | Entraîneur     |
| Jonathan Toews     | Blackhawks de Chicago  | Centre         |
| Patrick Kane       | Blackhawks de Chicago  | Ailier droit   |
| Tyler Seguin       | Stars de Dallas        | Centre         |
| Vladimir Tarasenko | Blues de Saint-Louis   | Ailier gauche  |
| Nathan MacKinnon   | Avalanche du Colorado  | Centre         |
| Patrik Laine       | Jets de Winnipeg       | Ailier droit   |
| Duncan Keith       | Blackhawks de Chicago  | Défenseur      |
| Ryan Suter         | Wild du Minnesota      | Défenseur      |
| PK Subban (C)      | Predators de Nashville | Défenseur      |
| Corey Crawford     | Blackhawks de Chicago  | Gardien de but |
| Devan Dubnyk       | Wild du Minnesota      | Gardien de but |

### Division Pacifique
| Joueur             | Équipe               | Position       |
| ------------------ | -------------------- | -------------- |
| Peter DeBoer       | Sharks de San José   | Entraîneur     |
| John Gaudreau      | Flames de Calgary    | Ailier gauche  |
| Connor McDavid (C) | Oilers d'Edmonton    | Centre         |
| Ryan Kesler        | Ducks d'Anaheim      | Centre         |
| Jeff Carter        | Kings de Los Angeles | Centre         |
| Joe Pavelski       | Sharks de San José   | Centre         |
| Bo Horvat          | Canucks de Vancouver | Ailier gauche  |
| Drew Doughty       | Kings de Los Angeles | Défenseur      |
| Brent Burns        | Sharks de San José   | Défenseur      |
| Cam Fowler         | Ducks d'Anaheim      | Défenseur      |
| Mike Smith         | Coyotes de l'Arizona | Gardien de but |
| Martin Jones       | Sharks de San José   | Gardien de but |

## Résultat des matchs
|  | Demi-finales            | Demi-finales            |                    |    | Finale | Finale |
|  | Demi-finales            | Demi-finales            |                    |    | Finale | Finale |
|  |                         |                         |                    |    |        |        |
|  |                         |                         |                    |    |        |        |
|  |                         |                         |                    |    |        |        |
|  | Division Centrale       | 3                       |                    |    |        |        |
|  | Division Centrale       | 3                       |                    |    |        |        |
|  | Division Pacifique      | 10                      |                    |    |        |        |
|  | Division Pacifique      | 10                      | Division Pacifique | 3  |        |        |
|  |                         |                         | Division Pacifique | 3  |        |        |
|  |                         | Division Métropolitaine | 4                  |    |        |        |
|  | Division Métropolitaine | Division Métropolitaine | 4                  | 10 |        |        |
|  | Division Métropolitaine |                         |                    | 10 |        |        |
|  | Division Atlantique     | 6                       |                    |    |        |        |
|  | Division Atlantique     | 6                       |                    |    |        |        |